# Even Northug
Even Northug, né le 26 septembre 1995 à Mosvik, est un fondeur norvégien. Il est le frère cadet de Petter Northug, fondeur champion olympique en 2010 et de Tomas Northug, aussi fondeur. Sa spécialité est le sprint.

## Biographie
Membre du Strindheim IL, Even Northug participe à ses premières compétitions gérées par la FIS durant l'hiver 2011-2012. Sa première sélection en équipe nationale a lieu en 2014 aux Championnats du monde junior, où il se classe neuvième du sprint. Un an plus tard, il fait ses débuts en Coupe du monde à Drammen (47e du sprint). Il venait de remporter le titre national junior du sprint et plus tôt un podium en Coupe de Scandinavie. L'année suivante, sur cette même piste de Drammen, il décroche une huitième place au sprint classique et marque alors ses premiers points en Coupe du monde. Il est ensuite 19e à Stockholm.
En janvier 2018, il atteint sa première finale dans l'élite, pour finir sixième à Dresde. Even Northug remporte ensuite sa médaille internationale aux Championnats du monde des moins de 23 ans à Goms avec le bronze au sprint libre.
Il fait partie des meilleurs sprinteurs au début de la saison 2021-2022, remportant le sprint par équipes de Dresde avec Thomas Helland Larsen, le lendemain d'une quatrième place en sprint individuel.

## Palmarès

### Coupe du monde
- Meilleur classement général : 55e en 2018.
- 7 podiums en individuel : 2 deuxièmes places et 5 troisièmes places.
- 4 podiums en épreuves par équipes : 
  - 4 podiums en sprint  : 3 victoires et 1 deuxième place.

#### Courses par étapes
- 1 podium :
  - Tour de Ski : 1 podium.

#### Classements en Coupe du monde
| Année     | Classement général final | Classement distance | Classement sprint |
| 2015-2016 | 85e                      |                     | 45e               |
| 2017-2018 | 55e                      |                     | 22e               |
| 2019-2020 | 115e                     |                     | 68e               |
| 2020-2021 | 97e                      |                     | 58e               |

### Championnats du monde des moins de 23 ans
- Goms 2018 :
  -  Médaille de bronze sur le sprint.

### Coupe de Scandinavie
- 1 podium.